# John Opoku-Agyemang
John Opoku-Agyemang (ur. 15 sierpnia 1957 w Kumawu) – ghański duchowny katolicki, biskup Konongo-Mampong od 2024.

## Życiorys

### Prezbiterat
Święcenia kapłańskie przyjął 22 stycznia 1984 i został inkardynowany do diecezji Konongo-Mampong. Po rocznym stażu wikariuszowskim został proboszczem parafii Matki Bożej Różańcowej. W 2009 objął funkcję rektora prowincjalnego seminarium w Kumasi.

### Episkopat
21 marca 2024 papież Franciszek mianował go biskupem ordynariuszem Konongo-Mampong. Sakry udzielił mu 7 czerwca 2024 nuncjusz apostolski w Ghanie – arcybiskup Henryk Jagodziński.